# Bromadora

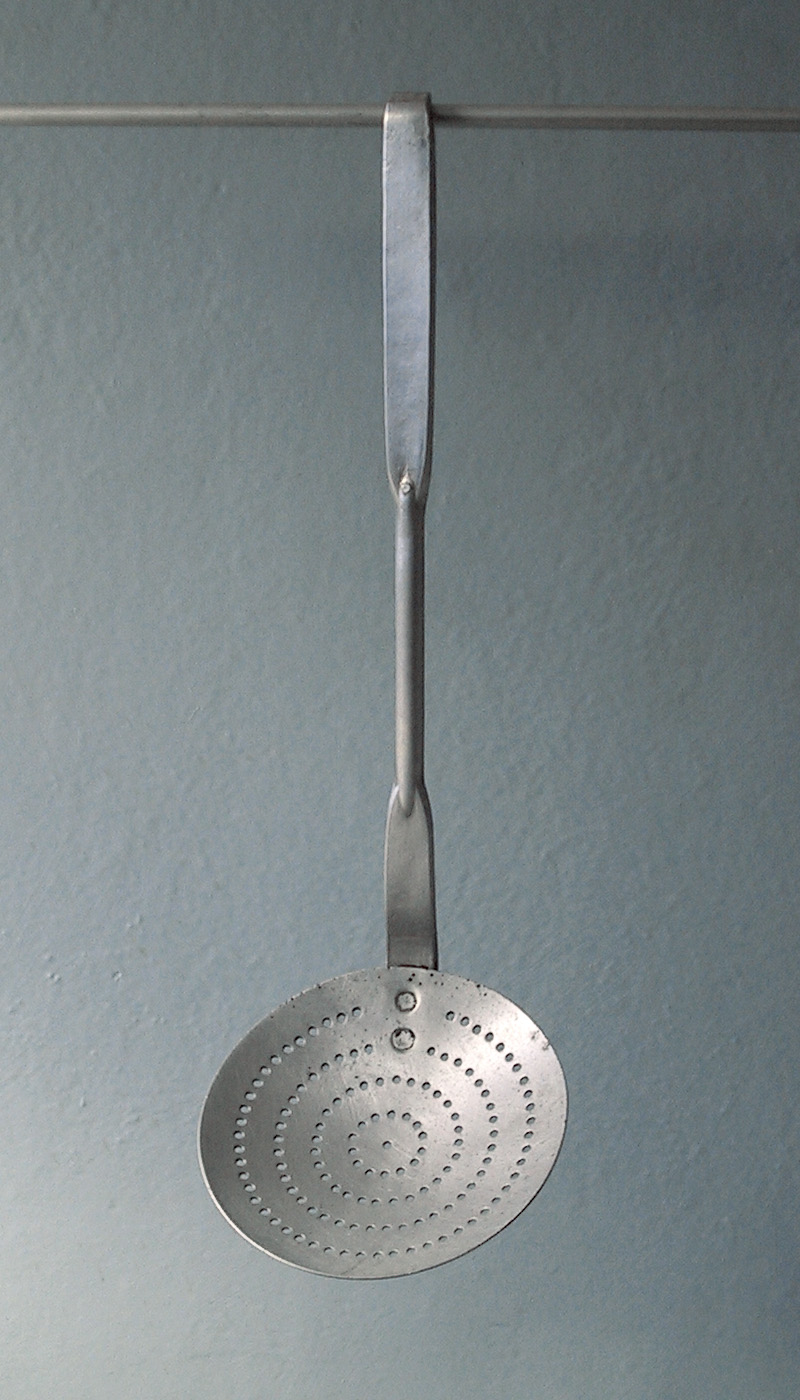
Una bromadora d'alumini.

La bromadora és una mena de cullera de mida grossa, rodona i plana amb foradins, generalment de ferro, de fusta o de plàstic, per a barrejar o girar un aliment fregit a la paella o bé per a esbromar (separar l'escuma) el brou, el vi o qualsevol altre líquid. També es coneix com a desbromadora, esbromadora o escumadora.